# Peperomia rubricaulis
Peperomia rubricaulis là một loài thực vật có hoa trong họ Hồ tiêu. Loài này được (Nees) A.Dietr. miêu tả khoa học đầu tiên năm 1831.